# Uit de kast komen

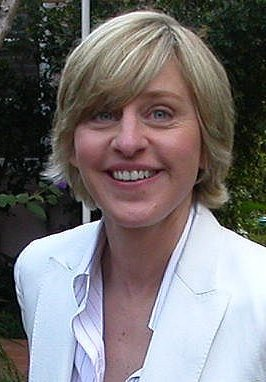
Een veel beschreven voorbeeld van uit de kast komen was dat van de Amerikaanse comédienne en actrice Ellen DeGeneres in 1997

Uit de kast komen (Engels: coming out of the closet, meestal verkort tot coming out, zoals het ook in het Nederlands wel wordt uitgedrukt) is het moment waarop iemand openlijk voor de eigen seksuele geaardheid of genderidentiteit uitkomt. Hierbij gaat het om iemand die afwijkt van de heersende maatschappelijke norm, in het bijzonder iemand die niet heteroseksueel en niet cisgender is.

## Uit de kast
Als iemand (nog) niet 'uit de kast' is (als diegene dus (nog) niet publiekelijk voor de eigen seksuele geaardheid of genderidentiteit uitkomt) dan is dat in sommige gevallen om discriminatie, uitsluiting en stigmatisering te voorkomen.
Het begrip 'uit de kast komen' suggereert dat het op één moment gebeurt, terwijl het in feite een langdurig proces kan zijn; in elke sociale omgeving wordt opnieuw de beslissing genomen om 'er' voor uit te komen. Veel mensen zijn tegenover familie en vrienden wel open, maar niet op school, op het werk, binnen de religieuze gemeenschap of de sportvereniging, of juist niet tegenover hun ouders en andere naaste verwanten. De tegenstelling tussen in en uit de kast suggereert 'alles of niets', terwijl het in werkelijkheid meestal gecompliceerder ligt.
Uit de kast komen is het resultaat van een persoonlijke beslissing en eigen initiatief. Dit in tegenstelling tot 'outing': het zonder medeweten of goedkeuring van de betreffende persoon bekendmaken van iemands seksuele geaardheid of genderidentiteit. Outing wordt in het algemeen gesproken afgekeurd.
Uit de kast komen met betrekking tot gender kan bijvoorbeeld gepaard gaan met het zich presenteren als iemand van het andere geslacht en in veel gevallen het kiezen van een nieuwe voornaam of roepnaam. Tegenover mensen die de betrokkene pas daarna leert kennen (en deze daardoor kennen als iemand van het nieuwe gender) kan uit de kast komen inhouden dat de betrokkene vertelt dat deze eerder leefde als iemand van het andere geslacht. Dit betekent niet dat de betrokkene ook vertelt over het al dan niet hebben ondergaan van een geslachtsaanpassende operatie, plannen daartoe en verdere details; dit wordt vaak met minder mensen gedeeld.
Een coming-out wordt soms gepropageerd als gezonde stap in het proces van zelfverwerkelijking en in de kast blijven als een beperking en onderdrukking van de eigen persoonlijkheid. Al dan niet uit de kast komen heeft een negatieve lading, die al is vervat in de kastmetafoor: in de kast is het donker en benauwd, daarbuiten is men vrij en in het licht. Aan de andere kant kan het onaantrekkelijk en zelfs gevaarlijk zijn om overal publiekelijk uit te komen voor het 'afwijken van de norm', omdat daarmee de kans wordt vergroot op discriminatie, afwijzing en geconfronteerd worden met verbaal of lichamelijk geweld of misbruik. Vanuit verschillende doelstellingen vinden in een toenemend aantal landen manifestaties zoals Gay Pride Parade onder verschillende benamingen plaats.

## Evenementen en televisieprogramma's
Sinds 1988 wordt internationaal op 11 oktober de Coming-Outdag gevierd. De Nederlandse minister van OCW Ronald Plasterk heeft deze dag in 2009 ook voor Nederland uitgeroepen tot nationale Coming-Outdag, om daarmee de sociale acceptatie van homoseksualiteit bevorderen.
De KRO zond van 2010 t/m 2014 vier seizoenen uit van Uit de Kast, een televisieprogramma waarin Arie Boomsma verschillende jongeren volgt (en begeleidt) tijdens hun coming-out tegenover familie, vrienden en collega's. Op 14 maart 2013 begon VTM in Vlaanderen met het uitzenden van in totaal acht afleveringen van de Vlaamse versie van Uit de Kast.